# Nacer Guedioura
Nacer Guedioura (4 novembre 1954) è un ex calciatore algerino, di ruolo attaccante.

## Biografia
È padre di Adlène Guedioura, anch'egli calciatore. Sua moglie, Soreira Pons, è spagnola ed era una giocatrice di basket.

## Carriera

### Nazionale
Ha giocato 4 partite in nazionale negli anni '70, segnando 2 gol.